# Idol (canción de Yoasobi)
«Idol»  es una canción del dúo japonés Yoasobi. Fue lanzado como sencillo independiente el 12 de abril de 2023 a través de Sony Music Entertainment Japan. La canción sirve como tema de apertura de la serie de anime japonesa Oshi no Ko. Fue escrita por Ayase y basada en el cuento 45510 de Aka Akasaka, la canción describe la naturaleza de dos caras de una estrella en la industria de los ídolos japoneses, así como varias perspectivas sobre el personaje del anime Ai Hoshino de sus fans, sus compañeros de banda B-Komachi, y ella misma.
Comercialmente, «Idol» tuvo éxito; encabezó la lista de sencillos combinados de Oricon y Billboard Japan Hot 100, que este último durante siete semanas consecutivas, marcando la segunda canción número uno de Yoasobi después de su sencillo debut «Yoru ni Kakeru», así como su primer éxito entre los diez primeros en el Billboard Global 200, alcanzando su punto máximo en el número nueve, y el primero en la lista de Billboard Global Excl. U.S., siendo el primer acto japonés en hacerlo. La canción rompió los récords de Oricon y Billboard Japan como la canción más rápida en alcanzar los 100 millones de reproducciones en cinco semanas. Su video musical, que se estrenó el 13 de abril, superó los 100 millones de reproducciones en un mes, el más rápido entre las canciones de J-pop.

## Antecedentes y lanzamiento
El 19 de febrero de 2023, la serie de anime japonesa Oshi no Ko anunció el tema de apertura que interpretaría Yoasobi, titulado «Idol», durante una transmisión en vivo que detalla el anime en su canal oficial de YouTube. Como fanático, Ayase reveló en la transmisión en vivo que él personalmente leyó el manga Oshi no Ko y se inspiró para escribir una canción al respecto antes de recibir la oferta. Una versión corta de «Idol» apareció por primera vez en el avance del anime, y la versión completa se reprodujo por primera vez en un primer episodio extendido de 90 minutos, titulado «Mother and Children», que se estrenó el 17 de marzo en cines seleccionados en Japón. Después del primer espectáculo en Nagoya de su Denkousekka Arena Tour, el dúo anunció que la canción estaría disponible en música digital y plataformas de transmisión el 12 de abril, la misma fecha del estreno televisado del anime. El video musical oficial se estrenó al día siguiente, dirigido por Naoya Nakayama y producido por Doga Kobo, que también está a cargo de la producción del anime Oshi no Ko.
El material base de la canción es 45510, una historia corta de Aka Akasaka, el escritor del manga, publicada a través del sitio web Weekly Young Jump el 13 de abril, después del estreno televisado del anime. La historia muestra al personaje Ai Hoshino desde la perspectiva de uno de los miembros de B-Komachi, donde Hoshino era miembro. Muestra un lado vulnerable de Hoshino y la necesidad urgente de su papel de ídolo para los fanáticos. El título hace referencia a la contraseña del teléfono de Hoshino y son las iniciales de los miembros fundadores de B-Komachi.

## Composición y recepción
«Idol» fue escrita y producida por Ayase, integrante de Yoasobi, y compuesta con 166 latidos por minuto con una duración de tres minutos y 33 segundos. Cuenta con un grito del grupo B-boy con sede en Akihabara y el YouTuber Real Akiba Boyz y un coro en inglés de estilo góspel. La canción expresa la naturaleza de dos caras en la industria del entretenimiento, especialmente entre los ídolos japoneses. Danny Guan de Game Rant elogia a «Idol» como una «representación perfecta del personaje Ai Hoshino» y «saltar de melancólicos versos de rap a enérgicas melodías de J-pop con facilidad, cambiando de humor en un abrir y cerrar de ojos». MarSali de UtaTen describió que la canción «resalta la apariencia de un ídolo desde varias perspectivas».

## Video musical

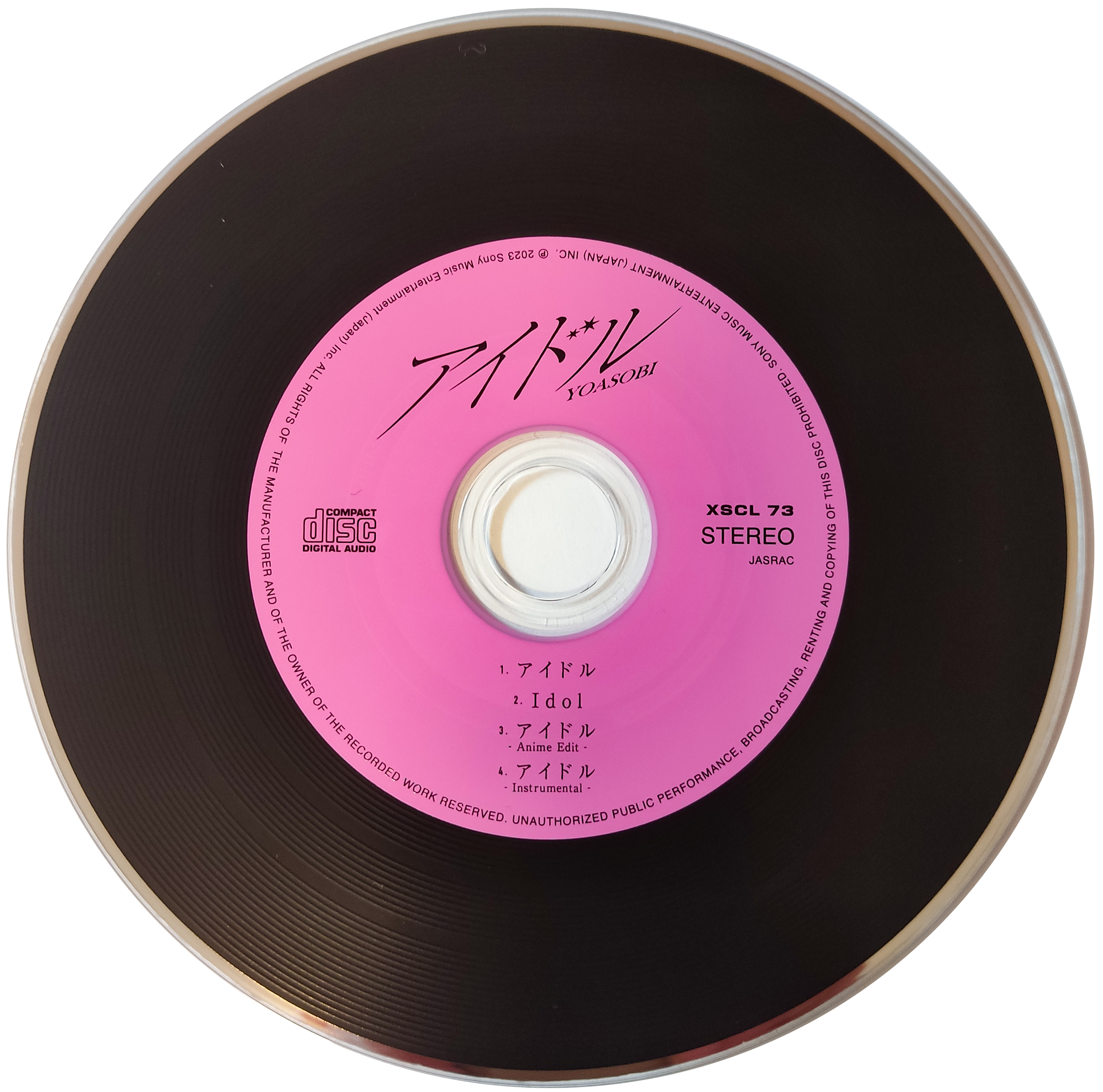
CD del sencillo "Idol"

Un video musical animado adjunto para «Idol» se estrenó en los canales de YouTube de Yoasobi y Niconico de Ayase el 13 de abril de 2023 a las 12:30 p. m. (JST). Con las mismas imágenes que el anime de Oshi no Ko, fue dirigido por Naoya Nakayama y producido por Doga Kobo, quien también estuvo a cargo de la producción del anime. El video musical superó los 100 millones de visitas el 18 de mayo, un mes después del estreno, convirtiéndose en el cuarto video musical del dúo, después de Yoru ni Kakeru, «Kaibutsu» y Gunjō, en alcanzar este hito, así como el más rápido hacerlo mediante cualquier acto general japonés.
La versión en inglés del video musical se estrenará más tarde el 26 de mayo, junto con el lanzamiento.
Sinopsis
Desde la marca 0:06 a la 0:10, se ve a Ai con los ojos cerrados y abriéndolos, porque se ve a su pelo normal y un pelo morado fuerte. En el 1er estribillo, vemos a Ai vestida de conejo y el público aplaudiéndola y animándola. También se ve la misma escena en una televisión. Detrás de un fondo con cuadros rosas y negros con caras de conejitos pequeñitos, vemos a Ruby y Aquamarine animados cambiándoles 1 segundo a Ai. Además, vemos a Ai con los ojos cerrados y presumiendo con sus manos y las uñas pintadas, y después ella abre los ojos. El video finaliza con Ruby y Aquamarine mirándose enfrente y también finaliza con la televisión apagándose.

## Lista de canciones
- Descarga digital / streaming

1. «Idol» (アイドル?) – 3:33

- Descarga digital / streaming (Versión inglés)

1. «Idol» (versión en inglés) – 3:33

- CD single

1. «Idol» – 3:33
2. «Idol» (Versión en inglés) – 3:33
3. «Idol» (anime edit) – 1:30
4. «Idol» (instrumental) – 3:33

## Posicionamiento en listas
| Lista (2023)                            | Mejor posición |
| --------------------------------------- | -------------- |
| Global 200 (Billboard)                  | 7              |
| Hong Kong (Billboard)                   | 2              |
| Japón (Japan Hot 100)                   | 1              |
| Japón Hot Animation (Billboard Japan)   | 1              |
| Japón Combined Singles (Oricon)         | 1              |
| Japón Singles (Oricon)                  | 2              |
| Malasia (Billboard)                     | 22             |
| Nueva Zelanda Hot Singles (RMNZ)        | 19             |
| Singapur (RIAS)                         | 10             |
| South Korea (Billboard)                 | 12             |
| South Korea (Circle)                    | 68             |
| Taiwán (Billboard)                      | 2              |
| US World Digital Song Sales (Billboard) | 7              |
| Vietnam (Vietnam Hot 100)               | 27             |

## Premios y nomidades
| Año  | Ceremonia                            | Premio                         | Resultado | Refs.         |
| ---- | ------------------------------------ | ------------------------------ | --------- | ------------- |
| 2023 | Spring 2023 Anime Awards             | Favorite Opening Theme Song    | Ganador   | [ 25 ]        |
| 2023 | MTV Video Music Awards Japan         | Best Animation Video           | Ganador   | [ 26 ] [ 27 ] |
| 2023 | MTV Video Music Awards Japan         | Song of the Year               | Ganador   | [ 26 ] [ 27 ] |
| 2023 | MTV Video Music Awards Japan         | Video of the Year              | Nominado  | [ 26 ] [ 27 ] |
| 2023 | Newtype Anime Awards                 | Best Theme Song                | Nominado  | [ 28 ]        |
| 2023 | U-Can New Words and Buzzwords Awards | —                              | Nominado  | [ 29 ]        |
| 2023 | TikTok Trend Awards                  | Music Category                 | Ganador   | [ 30 ] [ 31 ] |
| 2024 | Anime Trending Awards                | Opening Theme Song of the Year | Pendiente | [ 32 ]        |
| 2024 | 8.ª Edición Crunchyroll Anime Awards | Mejor Canción de Anime         | Ganador   | [ 33 ]        |